# Trachypus perichaetialis
Trachypus perichaetialis là một loài rêu trong họ Trachypodaceae. Loài này được (Hampe) Besch. mô tả khoa học đầu tiên năm 1880.